# Holhol
Holhol is een stad in Djibouti en ligt in de regio Ali Sabieh.
Holhol telt naar schatting 3500 inwoners.
Ali Sabieh · Arta · Dikhil · Djibouti · Holhol · Obock · Tadjourah